# 聖馬利亞座堂 (愛丁堡)
聖馬利亞座堂（英語：St Mary's Cathedral）是英國蘇格蘭愛丁堡的一座教堂，修建於19世紀晚期，位於愛丁堡新城的西部。教堂外觀為哥特式風格，由喬治·吉爾伯特·斯科特爵士設計。教堂是蘇格蘭的A類保護建築，也是聖公會愛丁堡教區的座堂。

## 外部連結
- St Mary's Cathedral website
- A history of the choristers of St Mary's Cathedral